# Eucalyptus rossii
Espèce
Classification phylogénétique
Eucalyptus rossii, le gommier gribouillé continental, est une espèce de plantes à fleurs de la famille des Myrtaceae. C'est un arbre originaire de l'est de l'Australie, en Nouvelle-Galles du Sud et sur le Territoire de la capitale australienne.

## Galerie

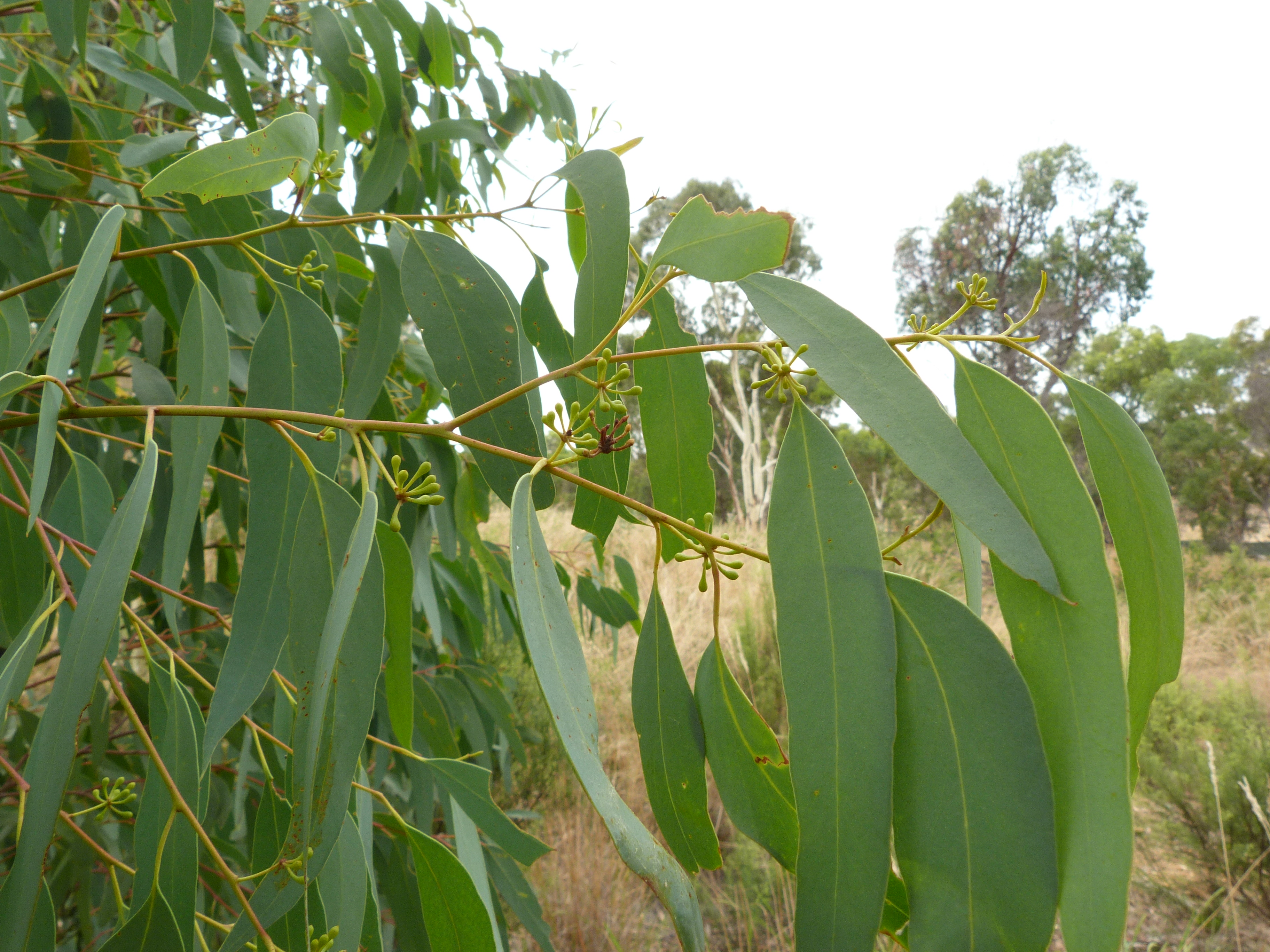
Feuilles.
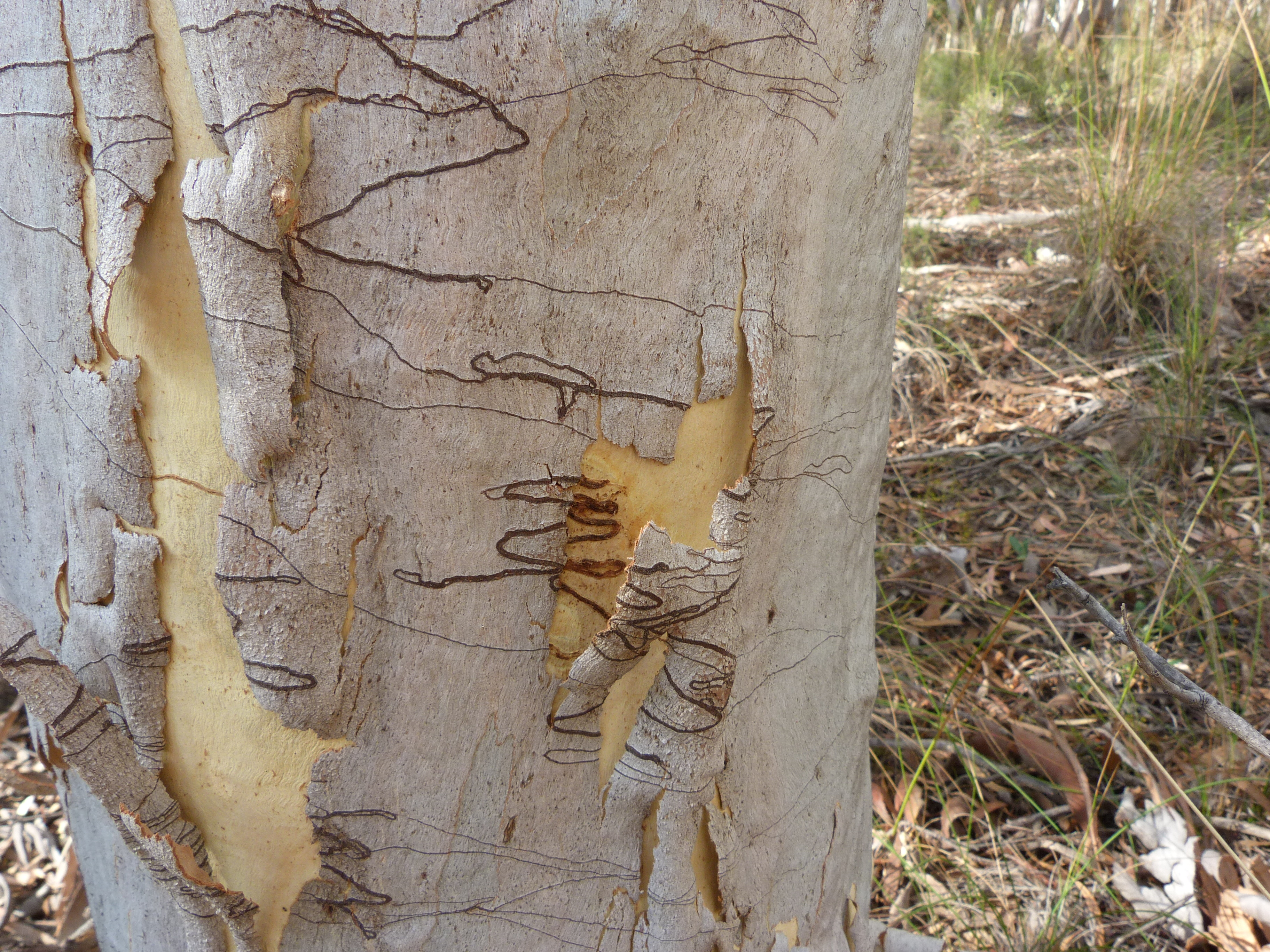
Écorce avec les sillons d'une espèce d'Ogmograptis.